# Psychotria cookei
Psychotria cookei là một loài thực vật có hoa trong họ Thiến thảo. Loài này được J.W.Moore miêu tả khoa học đầu tiên năm 1963.